# Juan Carlos La Rosa
Juan Carlos La Rosa (Tumán, Provincia de Chiclayo, 3 de febrero de 1980) es un exfutbolista peruano. Jugaba de centrocampista. Fue asistente técnico de Juan Reynoso en el Club Melgar de Arequipa de la Primera División del Perú.

## Selección nacional
Ha sido internacional con la selección de fútbol del Perú en 16 ocasiones. Su debut se produjo el 18 de febrero de 2004, en un encuentro amistoso ante la selección de España que finalizó con marcador de 2-1 a favor de los españoles.

## Clubes
| Club                      | País | Año         |
| ------------------------- | ---- | ----------- |
| Sport Boys (Tumán)        | Perú | 1997 - 1998 |
| Juan Aurich               | Perú | 1999 - 2001 |
| Alcides Vigo              | Perú | 2002        |
| Cienciano                 | Perú | 2003 - 2005 |
| Alianza Lima              | Perú | 2006        |
| Total Clean               | Perú | 2007        |
| Sport Boys                | Perú | 2008        |
| Alianza Lima              | Perú | 2008        |
| Juan Aurich               | Perú | 2009 - 2010 |
| Universitario de Deportes | Perú | 2011 - 2013 |

## Palmarés

### Campeonatos nacionales
| Título                    | Club                      | País | Año  |
| ------------------------- | ------------------------- | ---- | ---- |
| Torneo Apertura           | Cienciano                 | Perú | 2005 |
| Torneo Apertura           | Alianza Lima              | Perú | 2006 |
| Primera División del Perú | Alianza Lima              | Perú | 2006 |
| Primera División del Perú | Universitario de Deportes | Perú | 2013 |

### Copas internacionales
| Título              | Club               | País | Año  |
| ------------------- | ------------------ | ---- | ---- |
| Copa Sudamericana   | Cienciano          | Perú | 2003 |
| Recopa Sudamericana | Cienciano          | Perú | 2004 |
| Copa Kirin          | Selección del Perú | Perú | 2005 |